# Grimms Notes
Grimms Notes (グリムノーツ Gurimu Nōtsu?) es un juego de rol gratuito en línea desarrollado por Genki y publicado por Square Enix. Fue lanzado en Japón el 21 de enero de 2016 para dispositivos Android e iOS. El juego fue lanzado en todo el mundo el 2 de marzo de 2018 en Corea del Sur, China, América del Norte y Europa por Flero Games, un editor coreano.
Una adaptación de la serie de televisión de anime de Brain's Base, titulada Grimms Notes: The Animation, se estrenó del 10 de enero al 28 de marzo de 2019; la serie de anime tiene licencia en Norteamérica de Sentai Filmworks.

## Jugabilidad
Grimms Notes es un juego de rol de desplazamiento lateral. El jugador controla un grupo de personajes basados en cuentos de hadas e historias como Caperucita Roja y Cenicienta. El jugador controla directamente al personaje principal, moviéndolo por la pantalla de batalla y atacando a los enemigos, mientras que el juego controla a los demás miembros del grupo. A medida que los personajes derrotan a los enemigos, cargan un medidor de habilidad, y el jugador activa la habilidad única del personaje, tanto para el personaje principal como para los demás, cuando está completamente cargado.
El juego presenta un "Sistema de almas", en el que cada personaje tiene dos "almas" equipadas, equivalentes a trabajos o clases de personajes. Entre batallas, el jugador puede cambiar qué almas están equipadas.

## Sinopsis
En el juego, el jugador y los personajes de cuentos de hadas se unen para combatir a los "Caos Tellers", que están reescribiendo las historias de los cuentos de hadas y cambiando el destino. Los cuentos de hadas incluyen personajes de historias como Alicia en el país de las maravillas, Cenicienta y Caperucita Roja.

## Lanzamiento
El juego se lanzó en Japón el 21 de enero de 2016 para dispositivos Android e iOS. Fue lanzado en todo el mundo el 2 de marzo de 2018 en Corea del Sur, China, América del Norte y Europa por Flero Games, una editorial coreana. El 10 de enero de 2019 se cerró la versión global. La versión japonesa cerró sus servicios el 17 de junio de 2020. Posteriormente, se lanzó una aplicación gratuita sin conexión, que permitía leer todas las escenas publicadas sin el juego. Ahora se considera una novela visual.

## Media

### Anime
En 2018 se anunció una adaptación de la serie de televisión de anime titulada Grimm's Notes: The Animation, que Square Enix había indicado que no sería una serie de anime de formato corto. La serie se estrenó del 10 de enero al 28 de marzo de 2019 en TBS y BS-TBS. La serie está animada por Brain's Base y dirigida por Seiki Sugawara, con Hiroshi Yamaguchi a cargo de la composición de la serie, Kentaro Matsumoto a cargo del diseño de personajes y Fumiyuki Go es el director de sonido. Ayana Taketatsu interpreta el tema de apertura de la serie "Innocent Notes", mientras que I☆Ris interpreta el tema de cierre de la serie "Endless Notes". En Norteamérica, Crunchyroll transmite simultáneamente la serie y Sentai Filmworks lanzará la serie en video casero.

#### Personajes
Ekusu (エクス?)
 Seiyū: Ryōta Ōsaka
Reina Viehmann (レイナ・フィーマン?)
 Seiyū: Reina Ueda
Tao (タオ?)
 Seiyū: Takuya Eguchi
Shane (シェイン?)
 Seiyū: Miyu Kubota
Loki (ロキ?)
 Seiyū: Takahiro Mizushima
Curly (カーリー?)
 Seiyū: Sumire Uesaka
Cenicienta (シンデレラ?)
 Seiyū: Reina Ueda
Akazukin (赤ずきん?)  / Caperucita Roja
 Seiyū: Risa Taneda
Shirayuki-hime (白雪姫?)  / Blanca Nieves
 Seiyū: Aoi Yūki
Robin Hood (ロビン・フッド?)
 Seiyū: Junji Majima
Alicia (アリス?)
 Seiyū: Miyu Kubota